# Faiditus globosus
Faiditus globosus là một loài nhện trong họ Theridiidae.
Loài này thuộc chi Faiditus. Faiditus globosus được Eugen von Keyserling miêu tả năm 1884.